# استابات ماتر

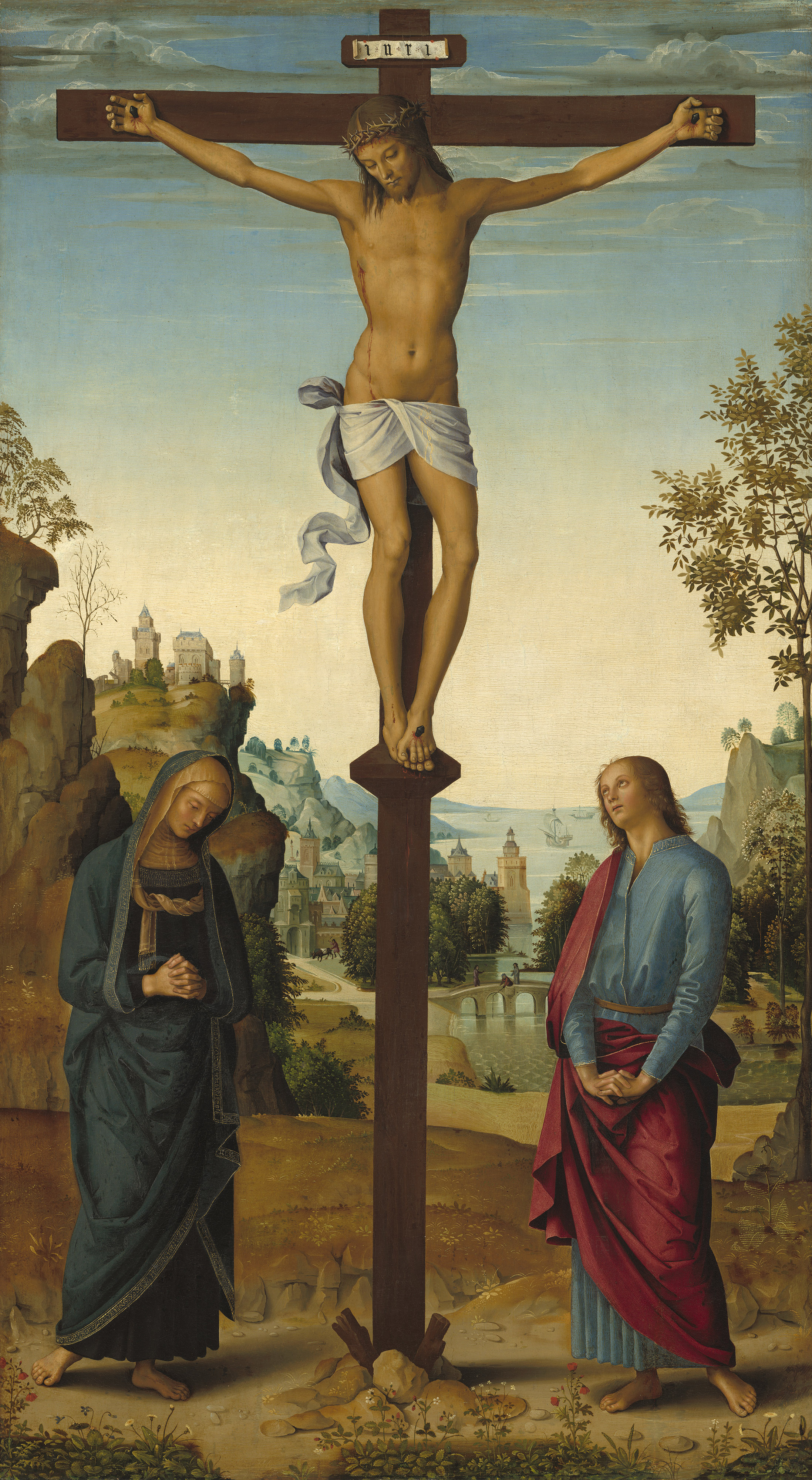
نقاشی از پیترو پروجینو تجسم از مادر ایستاده به سوگ متعلق به سال ۱۴۸۲ میلادی در نگارخانه ملی هنر در آمریکا

اِستابات ماتِر یا اِستابات ماتِر دُلُرُسا (به لاتین میانه Stabat Mater dolorosa - Stabat Mater به معنی مادر ایستاده به سوگ یا مادری اندوهناک ایستاده بود)، سرودی مسیحی متعلق به قرن سیزدهم، که رنج و ماتم مریم، مادر عیسی را در زمان مصلوب شدن به تصویر می‌کشد. «به سوگ ایستادن» به جای «نشستن» اشاره‌ای است به عظمت روح مادری که حتی از دست رفتن فرزندش، نمی‌تواند زانوانش را خم کند و به تسلیمش وادارد.

## تاریخ
اِستابات ماتِر از ۱۷۲۷ میلادی تاکنون به عنوان بخشی از دعاهای کلیسای کاتولیک بر اساس ملودی آوازهای کلیسایی ساده‌خوانی خوانده می‌شود. سراینده شعر به درستی شناخته شده نیست و آن را به چند تن، از جمله یاکوپونه دا تودی و اینوسنت سوم نسبت داده‌اند.
این شعر از سده چهاردهم میلادی به تدریج در دعاهای کلیسا وارد شد و در ۱۷۲۷ میلادی در کلیسای کاتولیک رسمیت یافت.

## آهنگ سازان
تنظیمهای چند صدایی کلاسیک
- ژوسکن د پره
- پالسترینا

آهنگ سازان
- الساندرو اسکارلاتی
- جواکینو روسینی
- آنتونیو ویوالدی
- ایزابل ری
- فرانسیس پولنک
- جيووانى باتيستا پرگلسى